# Canarische dadelpalm
De Canarische dadelpalm (Phoenix canariensis) is een tot 18 m hoge, tweehuizige palm met een gedrongen stam met bladlittekens en een dichte kroon met vijftig tot honderd geveerde bladeren. De bladeren zijn 5-6 m lang, breed, kort gesteeld en gebogen overhangend. De deelblaadjes zijn groen, stevig, smal-lancetvormig en V-vormig gevouwen. De onderste deelblaadjes zijn vaak gereduceerd en gedoornd. De middelste deelblaadjes zijn 40-50 cm lang.
De palm bloeit van februari tot juni. Jonge bloeiwijzen worden door een schutblad omgeven. De bloemetjes zijn crèmekleurig tot geel. De mannelijke bloemen staan dicht opeen in de as van de mannelijke bloeiwijze. De vrouwelijke bloeiwijzen zijn sterk vertakt en verkleuren tijdens de bloei van lichtgeel tot oranjerood. De talrijke vruchten staan dicht opeen in vertakte trossen. Ze zijn langwerpig-eivormig, 1,5-2,3 cm lang, weinig vlezig en rijpen van oranje naar donker roodbruin. In tegenstelling tot de vruchten van de echte dadelpalm (Phoenix dactylifera) zijn ze oneetbaar.
De Canarische dadelpalm is endemisch op de Canarische Eilanden. Palmen in hun natuurlijke leefgebied zijn zeldzaam geworden. De plant groeit sneller en is minder koudegevoelig dan de echte dadelpalm en wordt daarom in het hele Middellandse Zeegebied vaak als sierplant aangeplant.

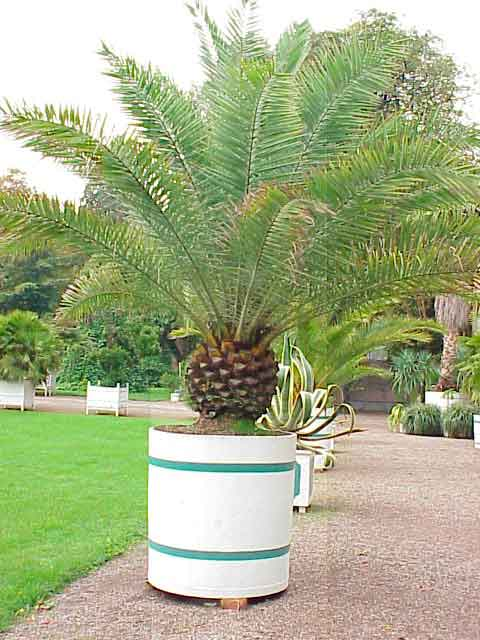
Kuipplant